# ثابت قطنه
ثابت بن کعب بن جابر عتکی که به اختصار ثابت قطنی شناخته می‌شود، از شاعران و جنگجویان عرب است که در قرن دوم هجری قمری زیست می‌کرد. از وی دیوانی به جای نمانده است ولی اشعارش در برخی منابع جمع آوری شده است و به چاپ رسیده است. اشعار او بیشتر در زمینه ای تاریخی و مذهب‌شناسی کاربرد دارد.

## زندگانی
ثابت بن کعب بن جابر عتکی که به اختصار ثابت قطنی شناخته می‌شود، از شاعران و جنگجویان عرب است که در قرن دوم هجری قمری زیست می‌کرد. وی از قبیله بنی عتیک و از شاخه ازد بود. احتمالا در بصره متولد شده‌است. سال ولادت محل اختلاف است و میان سال‌های ۲۰ تا ۵۰ ه.ق برای سال ولادت او گزارش شده‌است. لقب قطنه را بلاذری به او نسبت می‌دهد و طبری در خصوص آن معتقد است که وی در یکی از جنگ‌ها چشمش دچار آسیب شد و پنبه‌ای را بر چشمش قرار می‌داد و به همین جهت به این لقب شهره شد. طبری گزارش می کند که با وجود اینکه تاریخ این نام‌گذری مشخص نیست،‌ولی در سال ۱۰۶ ه.ق این لقب بسیار مشهور بوده‌است.
ثابت از شاعران دست دومی بود که بیشتر به سلحشوری و جهاد شناخته می‌شد. محل جنگاوری‌های او را مرزهای شرقی اسلام دانسته‌اند. او بیشتر زندگانی خود را در نواحی شرقی اسلام گذراند و در همانجا بود که با خارجیان و مرجئان آشنا شد و به آیین مرجئان گروید. منابع این احتمال را داده‌اند که خوی مسالمت‌آمیز مرجئان سبب شد تا ثابت بتواند با هم امیران خراسان سازش داشته‌باشد. وی در این خصوص اشعاری نیز دارد و در ۱۵ بیت، آیین‌های مرجئه نخستین را شرح داده‌است و پس از آن به نفی خوارج پرداخته‌است. دایرة المعارف بزرگ اسلامی یک سالشمار از زندگانی وی منتشر کرده‌است که بر اساس آن وی به سال ۶۴ ه.ق شعری را در مدح قوم تیمیم سرود که توانستند سپاهیان ترک را که به قصد تصرف قصر اسفاد حمله کرده‌بودند شکست دهند. در سال ۷۸ توانست با ۳ بیت شعری که به ضمیمه یک نامه از ولی وقت خراسان، امیة بن عبدالله به نزد یزید فرستاد، او را عزل نماید.
ثابت هیچ‌گاه نتوانست مقام مهمی را به دست بیاورد و با این وجود در زمان یزید بن مهلب متصدی برخی از کارهای شد. وی به سال ۱۰۷ ه.ق در جایی به نام اسد بن عبدالله خطبه‌ای قرائت کرد و به لکنت افتاد و از همین روی مورد هجو حاجب الفیل قرار گرفت. این گزارش به خوبی نشان می‌دهد که او در این خصوص تجربه‌ای نداشته‌است.

## اشعار
اشعار و روایات مرتبط با ثابت قطنه را نخستین بار ابوذر مرهبی گردآوری کرد. به گزارش یاقوت حموی، احمد بن ابراهیم بن حمدون در سده سوم هجری قمری، دیوان ثابت را جمع کرد اما این کتاب از دست رفت. به همین سبب ماجد احمد سامرایی در ۱۹۷۰ میلادی، آنچه از اشعار ثابت یافته بود را گردآوری کرد و به نام شعر ثابت قطنه العتکی در بغداد منتشر کرد. اشعار ثابت بیشتر در زمینه تاریخی است و در زمینه مذهب شناسی مفید است.